# Niimi Nankichi

Niimi Nankichi

Niimi Nankichi (jap. 新美 南吉, wirklicher Name: Watanabe Shōhachi 渡辺 正八; * 30. Juli 1913 in Handa; † 22. März 1943 ebenda) war ein japanischer Schriftsteller.

## Leben
Niimi wurde 1913 als zweitältester Sohn des Tatami-Machers Watanabe Tazō (渡辺多蔵) und dessen Frau Rie geboren. Sein Bruder, der im Jahr zuvor zur Welt kam, verstarb nur 18 Tage nach der Geburt. Niimi verlor seine Mutter 1917, als er gerade erst vier Jahre alt war. Zwei Jahre später heiratete sein Vater erneut. Drei Tage nach der Heirat wurde Niimis jüngerer Bruder Masakichi geboren.
Von 1926 an besuchte er die präfekturale Oberschule in Handa. Etwa im Alter von 15 Jahren begann er Kinderlieder und Gedichte zu schreiben. In dieser Zeit stieß er auch auf die Zeitschrift Roter Vogel (赤い鳥, Akai Tori) und auf die Sammlung japanischer Märchen von Ogawa Mimei. Seine literarische Begabung zeigte sich schon früh, denn beim Abschluss der Schule beeindruckte er mit einem Haiku und seiner Abschlussrede. Im März 1931 bewarb er sich an der Lehrerausbildungsanstalt in Okazaki, fiel jedoch bei der Gesundheitsprüfung durch. Von April an arbeitete er als Hilfslehrer an der Zweiten Grundschule in Handa, die er aus persönlichen Gründen im August 1931 wieder verließ. In der Maiausgabe der Zeitschrift Roter Vogel erschien derweil sein erstes Kinderlied, im Folgejahr das Märchen Gongitsune.
Im gleichen Jahr, 1932 ging Niimi nach Tokio, um dort an der Fremdsprachen-Schule (heute: Fremdsprachen-Universität Tokyo) zu studieren. Während des Studiums infizierte er sich mit Tuberkulose, was ihn nach seinem Studienabschluss 1936 zur Heimkehr in seine Heimatstadt zwang. Er arbeitete dort erneut als Hilfslehrer in einer Grundschule, wurde aber im Sommer 1937 aus gesundheitlichen Gründen entlassen. 1938 wurde er Lehrer für Englisch, Japanisch und Landwirtschaft an einer Mädchenschule. Drei Jahre später erschien sein erstes Buch (Ryōkan monogatari temari to hachi no ko), im Folgejahr 1942 die Märchensammlung Ojīsan no rampu (Die Lampe des Großvaters). Niimis Gesundheitszustand verschlechterte sich Anfang 1943 dramatisch. Er starb schon im März 1943 im Alter von 29 Jahren. Niimi wird aufgrund seines frühen Todes und seiner Arbeit als Lehrer häufig mit dem Kinder- und Jugendbuchautor Miyazawa Kenji, der im Alter von 37 Jahren starb, verglichen.
In seiner Geburtsstadt Handa wurde am 5. Juni 1994, ein Jahr nachdem sich Niimis Todesjahr zum 50. Mal, sein Geburtstag zum 80. Mal jährte, ihm zu Ehren das Niimi Nankichi Memorial Museum eingerichtet. Seit 1983 wird zu seinem Gedenken auch der Niimi Nankichi Jugendliteraturpreis als einer der "Drei Akai Tori"-Preise vergeben.

## Werke
Niimi hat zwar in seinem kurzen Leben nicht viele Werke publizieren können, schrieb jedoch 123 Märchen, 57 Romane / Erzählungen, 332 Kinderlieder, 223 Gedichte, 452 Haiku, 331 Tanka, 14 Bühnenstücke und 17 Essays. Seine Kindergeschichten werden aber auch heute noch in Japan gerne gelesen.
- 1941 Ryōkan monogatari: temari to hachi no ko (良寛物語: 手毬と鉢の子).
- 1942 Ojīsan no rampu (おぢいさんのランプ, Die Lampe des Großvaters) – ist die einzige Märchensammlung, die noch zu Lebzeiten Niimis als Teil der Reihe Shinjin dōwashū (新人童話集, etwa: Märchensammlung neuer Autoren) von Tatsumi Seika veröffentlicht wurde. Viele der darin enthaltenen Märchen drehen sich um den Jungen Kyusuke-kun. Der Text ist im Chita Dialekt der Präfektur Aichi geschrieben[5].
- 1943 Ushi wo tsunaida tsubaki no ki (牛をつないだ椿の木).
  - enthält Tebukuro o kai ni (手袋を買いに), Buying Mittens (englisch), ISBN 0-8248-2129-7.
- 1943 Hananoki mura to nusubitotachi (花のき村と盗人たち, etwa: Das Dorf Hananoki und die Diebe) – Dritte Sammlung von sieben Kindergeschichten, die auch das bereits 1932 erschienene Gongitsune (ごん狐) enthält. Erstauflage: 5000 Exemplare[6].

### Übersetzungen
Der Bilderbuchautor und Illustrator Kuroi Ken illustrierte Gongitsune, das ins Französische übersetzt wurde:
- Le petit Renard Gon, übersetzt von Hélene Morita, Éditions Grandir[7]

Zudem illustrierte Kuroi auch Tebukuro o kai ni, das ins Deutsche, Französische, Englische und Koreanische übersetzt wurde. Weitere Werke wurden ins Chinesische übertragen.